# Malaryta
Malaryta o Malorita (bielorruso: Маларыта; ruso: Малорита; polaco: Małoryta) es una ciudad subdistrital de Bielorrusia, capital del distrito homónimo en la provincia de Brest.
En 2017, la ciudad tenía una población de 11 891 habitantes.
Se conoce la existencia de la localidad desde 1566, cuando era un pueblo del Gran Ducado de Lituania. En el siglo XVIII se desarrolló como un centro de producción de cobre. En la partición de 1795 se incorporó al Imperio ruso. En 1921 se incorporó a la Segunda República Polaca, pasando a formar parte de la RSS de Bielorrusia desde 1939. Adoptó estatus de ciudad en 1970.
Se ubica unos 30 km al sureste de la capital provincial Brest, sobre la carretera P17 que lleva a Liuboml.